# Ethiosciapus dilectus
Ethiosciapus dilectus är en tvåvingeart som först beskrevs av Octave Parent 1935.  Ethiosciapus dilectus ingår i släktet Ethiosciapus och familjen styltflugor. Inga underarter finns listade i Catalogue of Life.